# Bugs Moran
Adelard Cunin, mer känd som George "Bugs" Moran, född 21 augusti 1893 i Saint Paul i Minnesota, död 25 februari 1957 i fängelset i Leavenworth, Kansas, var en amerikansk gangster.
Han hade en polsk far. Moran började redan som tonåring med kriminalitet. Han blev senare maffiaboss över en liga i nordöstra USA.
Den 14 februari 1929, vid ett attentat som blivit känt som Valentinmassakern (engelska: the Saint Valentine's Day Massacre), blev sju ur Bugs Morans gäng mördade, förmodligen på beställning av Morans rival Al Capone.